# GameCenter CX
GameCenter CX (ゲームセンターCX, Gēmu Sentā Shī Ekkusu), connu sous le nom de Retro Game Master dans certains marchés, est une émission de variétés japonaise traitant d'anciens jeux vidéo diffusée sur Fuji TV One depuis le 4 novembre 2003.

## Principe de l'émission
Shinya Arino (有野 晋哉, Arino Shin'ya), membre du duo humoristique Yoiko (en), est l'animateur de l'émission. Il est présenté comme employé de l'entreprise fictive GameCenter CX, dont le rôle consiste à compléter un jeu vidéo d'une console d'ancienne génération en moins de 12 heures. Pour ce faire, il est aidé par l'assistant réalisateur de l'émission et parfois par d'autres membres de l'équipe, qui lui apportent un soutien à la fois moral et stratégique. 
Arino y anime également des segments dispersés à travers l'émission où il visite des salles d'arcades, s'entretient avec des concepteurs de jeux, présente des consoles et des jeux classiques, ou dirige un quiz dans lequel les membres de l'équipe sont les participants.

## Membres du personnel

### Shinya Arino
Présentateur de l'émission, Arino incarne un persona de lui-même et agit à titre d'employé de l'entreprise GameCenter CX, qui n'existe que dans l'univers de l'émission. Il porte une combinaison de travail orné du logo de son entreprise, et accueille toute personne au statut important en lui tendant sa carte de visite. Selon ses performances, Arino s'est vu promu ou destitué au sein de l'entreprise au cours des saisons. D'ailleurs, la phrase qu'il crie avant de démarrer une partie (ex : «Kachō on!») signale son rôle dans ladite société.
| Saison   | Poste                     | Raison                                                                               |
| -------- | ------------------------- | ------------------------------------------------------------------------------------ |
| Saison 1 | Shunin (Employé senior)   |                                                                                      |
| Saison 2 | Kachō Dairi (Responsable) |                                                                                      |
| Saison 3 | Kachō (Chef)              | Promu après avoir complété tous les jeux de la troisième saison                      |
| Saison 4 | Kachō Dairi (Responsable) | Destitué après avoir perdu 4 fois de suite – de Ultraman à ActRaiser                 |
| Saison 4 | Shunin (Employé senior)   | Destitué après avoir perdu une seconde fois contre le gardien final du jeu ActRaiser |
| Saison 4 | Kachō (Chef)              | Promu après avoir complété avec succès le Quiz Tonosama no Yabou                     |

### Assistants réalisateurs
Au cours des saisons, diverses personnes ont partagé l'écran à titre d'assistants réalisateurs. Outre les tâches traditionnellement liées au métier, ils ont également le mandat d'aider Arino lorsque celui-ci ne parvient pas à progresser suffisamment dans sa partie. Leur contribution est généralement suffisante pour déloger Arino de sa mauvaise posture, mais pas au point de laisser croire qu'il n'est pas parvenu à compléter le jeu à lui seul.
Ces employés commencent généralement en tant que pigistes, et certains se voient promus à divers postes entourant la production de l'émission. Plusieurs ont intégré d'autres émissions de télévision japonaises par la suite.
- Naoki Yamada (山田直喜?) : saison 1.
- Shin'ichirō Tōjima (東島真一郎?) : saisons 1 et 2 (premier épisode seulement).
- Hiroshi Sasano (笹野大司?) : saison 2.
- Shun Urakawa (浦川瞬?) : saisons 3 et 4.
- Yūya Ino'ue (井上侑也?), alias Inoko MAX (イノコMAX?) : saisons 5 et 6, a été promu au titre de d'entraîneur en chef à la fin de la saison 13.
- Sachi Takahashi (高橋佐知?), alias Meijin,Sensei (名人,先生?) : saison 7.
- Takeshi Tsuruoka (鶴岡丈志?) : saison 8.
- Tomoaki Nakayama (中山智明?) : saisons 9 et 10, a quitté ses fonctions à la fin de la saison 12.
- Hiroyuki Emoto (江本紘之?), alias Emoyan (エモヤン?) : saisons 11 et 12, a quitté ses fonctions à la fin de la saison 12.
- Akane Itō (伊藤茜?) : saisons 11, 12 et 13.
- Yūki Katayama (片山雄貴?), alias Katakin-kun (片きんくん?) : saisons 13, 14 et 15, n'apparaît que dans les segments «TamaGe» depuis la saison 15.
- Junpei Takahashi (高橋純平?) : saisons 13, 14 et 15.
- Atsushi Itō (伊東篤志?) : saison 16.
- Gen Matsui (松井現?) : saisons 16, 17 et 18, a quitté ses fonctions à la saison 18.
- Hideaki Yanai (矢内英明?) : saison 18.
- Ryō Ōsuka (大須賀良?)
- Hirotaka Watari (渡大空?)
- Yūta Kaga (加賀祐太?)

## Produits dérivés

### Coffrets DVD
On retrouve au total 11 coffrets DVD sur le marché japonais. En 2008, la chaîne Fuji TV était à la recherche de partenaires internationaux afin de distribuer des coffrets DVD sous-titrés. Mettant l'accent sur le concept de l'entreprise fictive, un certificat d'actions a été inclus avec le deuxième coffret DVD afin de donner le sentiment aux consommateurs qu'ils sont propriétaires d'une société.
| Coffret | Date de lancement | Jeux | Segments | Exclusivité                               |
| ------- | ----------------- | --- | --- | ----------------------------------------- |
| Vol. 1  | 23 décembre 2005  | - Star Force - Super Mario Bros. 2 - Atlantis no Nazo - Ghosts'n Goblins - Prince of Persia - Super Mario Bros. 3 | Hankyu Daily Shoppers | The Transformers: Mystery of Convoy       |
| Vol. 2  | 23 juin 2006      | - Super Mario World - Adventure Island - Takeshi no chōsenjō - Solomon's Key - Rockman 2 | Nigiwai Plaza, Nonbiri Onsen | Ikki                                      |
| Vol. 3  | 22 décembre 2006  | - Ninja Gaiden (Director's Cut) - Milon's Secret Castle - Final Fight - Ghouls'n Ghosts (Director's Cut) - Quiz Tonosama no Yabou - Contra                                                                                     | The Hot Spring Game Travelogue | TwinBee                                   |
| Vol. 4  | 21 décembre 2007  | - Shadow Land - Street Fighter II - Mighty Bomb Jack - Septentrion - Umihara Kawase | - Hana Yashiki - Tanigawa Stationery Shop - Ayase Batting Center - Ishida - The Far North Game Travelogue                                                                                              | Bomberman                                 |
| Vol. 5  | 21 décembre 2008  | - Super Ghouls 'n Ghosts (Director’s Cut) - The Fifty-Three Stations of the Tokaido - The Quest of Ki - Rockman - Super Fantasy Zone                                                                                           | - GameCenter en Corée du Sud - Shibamata Haikara Yokochou - Unirose - Denkiya Hall - Azuma Garden Leisure Center - Autobahn                                                                            | The Tower of Druaga                       |
| Vol. 6  | 18 décembre 2009  | - Wagyan Land - The Legend of the Mystical Ninja - Clock Tower - Yo! Noid - The Wing of Madoola (Director's Cut) - Chelnov - Yuuyu no Quiz de GO! GO! (Director's Cut) - Fatal Fury Special                                    | - Daily Mart Imaya - Takasagoya - Fun Yee Super en Corée du Sud - Kisarazu Central - Omocha no Fukushima - Nokogiriyama Ropeway                                                                        | Yie Ar Kung-Fu                            |
| Vol. 7  | 24 décembre 2010  | - Super Mario 64 - Door Door - Yume Kōjō: Doki Doki Panic - Castlevania III: Dracula's Curse - Donkey Kong Country - Rockman 3 - Battle Golfer Yui (Director's Cut)                                                            | - Daiba Icchome Shotengai - Kineya Suzuki - Inagaki Pastry Shop - Dazaifu Amusement Park - Starlanes Plaza - Tokyo Tower - 10-Yen Game Shop - Warehouse Kawasaki                                       | Binary Land                               |
| Vol. 8  | 22 décembre 2011  | - Mendel Palace - Densha de Go! - Paris-Dakar Rally Special - The Genji and Heike Clans - Kamaitachi no Yoru (Director's Cut) - Rockman 4                                                                                      | - Komaya Toy Store - Honpo Smiling - Ikebukuro Batting Cages - Adachi Super Fishing - Juichiya Candy Forest                                                                                            | City Connection                           |
| Vol. 9  | 21 décembre 2012  | - Dragon Buster - F-Zero - Battletoads - Tant-R (Director's Cut) - Dig Dug II - Ninja Spirit - Flying Dragon: The Secret Scroll                                                                                                | - Okawa Starlight Takayama - Pâtisserie de Nakaya | Spelunker                                 |
| Vol. 10 | 20 décembre 2013  | - Super Mario Kart - Sonic the Hedgehog - Gradius (Director's Cut) - Tokimeki Memorial -Forever with You- - Kirby Bowl - Bonk's Adventure - Tantei Jinguuji Saburou: Shinjuku Chuuou Kouen Satsujin Jiken - Super Gussun Oyoyo | - Game in Mekuman - Shakujii Station Center - Rokobouru - Tōbudōbutsukōen - Ogasawara bungu-ten - Yamamoto shōten - Natsukashi yokochō - Games Cosmos - Kodomo no mise miharashi ya kashi-ten - Hiyoko | Pooyan                                    |
| Vol. 11 | 19 décembre 2014  | - Super Mario World 2: Yoshi's Island - Super Chinese - Firebrand II - Metro-Cross - Space Hunter - Power Pad Footing Course                                                                                                   | - G-Front - Village allemand de Tōkyō - Ruins - Musée Natsuge - Harada Ya | Castlevania                               |
| Vol. 12 | 18 décembre 2015  | - Super Mario Land - PaRappa the Rapper - Family Jockey - Sky Kid - Mega Man X - R-Type | - Tama-gē in PARIS - Try Amusement Tower - GAME in Asobiba20 - Honjo Kaeru Honpo - Salon de thé Charade - Toshima-en - Cosmo                                                                           | Resident Evil Director's Cut              |
| Vol. 13 | 16 décembre 2016  | - Super Mario Land 2: 6 Golden Coins - Hokkaidō Rensa Satsujin: Ohōtsuku Ni Kiyu - D - Crazy Climber - Zelda II: The Adventure of Link - Commando                                                                              | - Tama-gē in VIETNAM - Ueno Matsuzaka-ya - Téléphérique du mont Hodo - Grand magasin Yao - Auto Parlor Ageo - Magasin de riz Kanda - Shin-koiwa Sunny Bowl                                             | Ganbare Goemon 2                          |
| Vol. 14 | 22 décembre 2017  | - Donkey Kong Country 2: Diddy's Kong Quest - Trojan - Kirby's Adventure - Ninja Kid II - Double Dragon - Kid Icarus | - Tama-gē in Atami - Omocha no Bōshū-ya - Okada-ya - Tōkyū Plaza Kamata Kamataen - Shizuku-ishi Mukashi Katari-kan - Taiyō-dô - Amusement Spot Dreams - Kosuda Shōten                                  | Nekketsu Kōkō Dodgeball-bu: PC Bangai-hen |

### Film
Le film GameCenter CX The Movie 1986: Mighty Bomb Jack a été lancé au Japon le 22 février 2013 afin de souligner le 10e anniversaire de l'émission. 

### Jeux vidéo
À la fin de la 6e saison, on annonça la production d'un jeu vidéo dérivé de GameCenter CX. Nommé GameCenter CX: Arino's Challenge, le jeu conçu pour la Nintendo DS a été produit en collaboration avec Fuji TV et Bandai Namco Games. Au cours de la 7e saison, des segments de l'émission ont été consacrés au processus de développement du jeu.
Le jeu a été lancé au Japon le 15 novembre 2007, puis sous le nom de Retro Game Challenge en Amérique du Nord le 10 février 2009. 
Un deuxième jeu, GameCenter CX: Arino's Challenge 2 a été lancé au Japon le 26 février 2009. L'entreprise responsable de l'adaptation anglaise du premier jeu, Xseed Games, a toutefois déclaré qu'elle n'avait pas l'intention de récidiver après les ventes décevantes du premier jeu.
Un troisième jeu vidéo dérivé de l'émission est sorti sur la Nintendo 3DS.